# Viaduc de Tavers
Le viaduc de Tavers est un pont ferroviaire situé à Tavers dans le département du Loiret et la région Centre-Val de Loire.

## Situation
Le viaduc permet le franchissement de la vallée du ruisseau le Lien par la ligne ferroviaire de Paris-Austerlitz à Bordeaux-Saint-Jean. 

## Caractéristiques
Construit en calcaire et pierre de taille d'origine locale vers 1843-1844, il a été conçu, comme le viaduc voisin de Beaugency, par l'ingénieur Jules de la Morandière.
Long de 146 mètres environ et large de 7,5 mètres, il est composé de 11 piles reliées par 12 voûtes en plein-cintre. Sa plus grande hauteur est de 19 mètres.